# Mordellistena pseudolatipalposa
Mordellistena pseudolatipalposa is een keversoort uit de familie spartelkevers (Mordellidae). De wetenschappelijke naam van de soort is voor het eerst geldig gepubliceerd in 1967 door Franciscolo.